# A Szilaj, a szabadon száguldó epizódjainak listája
Ez a lista a Szilaj, a szabadon száguldó című animációs sorozat epizódjait tartalmazza.

## Évados áttekintés
| Évad | Évad                   | Epizódok               | Eredeti sugárzás    | Eredeti sugárzás    | Eredeti adó | Magyar sugárzás     | Magyar sugárzás     | Magyar adó |
| Évad | Évad                   | Epizódok               | Évadpremier         | Évadfinálé          | Eredeti adó | Évadpremier         | Évadfinálé          | Magyar adó |
| ---- | ---------------------- | ---------------------- | ------------------- | ------------------- | ----------- | ------------------- | ------------------- | ---------- |
|      | 1                      | 6                      | 2017. május 5.      | 2017. május 5.      | Netflix     | 2018. december 24.  | 2018. december 29.  | Minimax    |
|      | 2                      | 7                      | 2017. szeptember 8. | 2017. szeptember 8. | Netflix     | 2018. december 30.  | 2019. január 5.     | Minimax    |
|      | 3                      | 7                      | 2017. november 17.  | 2017. november 17.  | Netflix     | 2019. január 6.     | 2019. január 12.    | Minimax    |
|      | 4                      | 6                      | 2018. március 16.   | 2018. március 16.   | Netflix     | 2019. január 13.    | 2019. január 18.    | Minimax    |
|      | 5                      | 7                      | 2018. május 11.     | 2018. május 11.     | Netflix     | 2019. június 20.    | 2019. június 26.    | Minimax    |
|      | 6                      | 6                      | 2018. augusztus 17. | 2018. augusztus 17. | Netflix     | 2019. június 27.    | 2019. július 2.     | Minimax    |
|      | 7                      | 7                      | 2018. november 9.   | 2018. november 9.   | Netflix     | 2019. július 3.     | 2019. július 9.     | Minimax    |
|      | 8                      | 6                      | 2019. április 5.    | 2019. április 5.    | Netflix     | 2019. július 8.     | 2019. július 11.    | Minimax    |
|      | Póni mesék 1           | 6                      | 2019. augusztus 3.  | 2019. augusztus 3.  | Netflix     | 2019. augusztus 3.  | 2019. augusztus 3.  | Netflix    |
|      | Póni mesék 2           | 4                      | 2019. október 18.   | 2019. október 18.   | Netflix     | 2019. október 18.   | 2019. október 18.   | Netflix    |
|      | Különkiadás            | Különkiadás            | 2019. december 6.   | 2019. december 6.   | Netflix     | 2019. december 6.   | 2019. december 6.   | Netflix    |
|      | Lovasiskola 1          | 7                      | 2020. április 3.    | 2020. április 3.    | Netflix     | 2020. április 3.    | 2020. április 3.    | Netflix    |
|      | Lovasiskola 2          | 9                      | 2020. szeptember 4. | 2020. szeptember 4. | Netflix     | 2020. szeptember 4. | 2020. szeptember 4. | Netflix    |
|      | Interaktív különkiadás | Interaktív különkiadás | 2020. december 8.   | 2020. december 8.   | Netflix     | 2020. december 8.   | 2020. december 8.   | Netflix    |

## Epizódok

### 1. évad (2017)
| #  | #  | Eredeti cím                          | Magyar cím                             | Rendezte                  | Írta            | Eredeti premier | Magyar premier     |
| -- | -- | ------------------------------------ | -------------------------------------- | ------------------------- | --------------- | --------------- | ------------------ |
| 1. | 1. | Lucky and the Unbreakable Spirit     | Lucky és a töretlen lelkesedés         | Joshua Taback             | Aury Wallington | 2017. május 5.  | 2018. december 24. |
| 2. | 2. | Lucky and the Treacherous Trail      | Lucky és a Nyereg klub                 | Joshua Taback             | Aury Wallington | 2017. május 5.  | 2018. december 25. |
| 3. | 3. | Lucky and the Mysterious Map         | Lucky és a rejtélyes térkép            | Beth Sleven               | Aury Wallington | 2017. május 5.  | 2018. december 26. |
| 4. | 4. | Lucky and the Competition Conundrum  | Lucky és a versenyszellem              | Joshua Taback             | Katherine Nolfi | 2017. május 5.  | 2018. december 27. |
| 5. | 5. | Lucky and the Appaloosa Adventure    | Lucky és az Appaloosa kaland           | Beth Sleven               | Robert Taylor   | 2017. május 5.  | 2018. december 28. |
| 6. | 6. | Lucky and the Not-So-Secret Surprise | Lucky és a nem olyan titkos meglepetés | Julia "Fitzy" Fitzmaurice | Nancy Cohen     | 2017. május 5.  | 2018. december 29. |

### 2. évad (2017)
| #   | #  | Eredeti cím                                       | Magyar cím                      | Rendezte                  | Írta            | Eredeti premier     | Magyar premier     |
| --- | -- | ------------------------------------------------- | ------------------------------- | ------------------------- | --------------- | ------------------- | ------------------ |
| 7.  | 1. | Lucky and the Cowboy Next Door                    | Lucky és a lovasakrobata        | Julia "Fitzy" Fitzmaurice | Laura Sreebny   | 2017. szeptember 8. | 2018. december 30. |
| 8.  | 2. | Lucky and the Pie P.I.                            | Lucky, a detektív               | Beth Sleven               | Robert Taylor   | 2017. szeptember 8. | 2018. december 31. |
| 9.  | 3. | Lucky and Her Super Amazing and Fun Cousin Julian | Lucky és a nagyvilági unokatesó | Beth Sleven               | Nancy Cohen     | 2017. szeptember 8. | 2019. január 1.    |
| 10. | 4. | Lucky and the Harvest Hunt                        | Lucky és az éjféli tökvadászat  | Joshua Taback             | Laura Sreebny   | 2017. szeptember 8. | 2019. január 2.    |
| 11. | 5. | Lucky and the Christmas Spirit                    | Lucky és a karácsonyi hangulat  | Joshua Taback             | Katherine Nolfi | 2017. szeptember 8. | 2019. január 3.    |
| 12. | 6. | Lucky and the Deadly Blizzard                     | Lucky és a halálos hóvihar      | Julia "Fitzy" Fitzmaurice | Aury Wallington | 2017. szeptember 8. | 2019. január 4.    |
| 13. | 7. | Lucky and the Price of Freedom                    | Lucky és a szabadság ára        | Julia "Fitzy" Fitzmaurice | Aury Wallington | 2017. szeptember 8. | 2019. január 5.    |

### 3. évad (2017)
| #   | #  | Eredeti cím                      | Magyar cím               | Rendezte                  | Írta                  | Eredeti premier    | Magyar premier   |
| --- | -- | -------------------------------- | ------------------------ | ------------------------- | --------------------- | ------------------ | ---------------- |
| 14. | 1. | Lucky and the Long Way Home      | Lucky és az árverés      | Julia "Fitzy" Fitzmaurice | Nancy Cohen           | 2017. november 17. | 2019. január 6.  |
| 15. | 2. | Lucky and the New Governor       | Lucky és az új kormányzó | Julia "Fitzy" Fitzmaurice | Lauren Bradley        | 2017. november 17. | 2019. január 7.  |
| 16. | 3. | Lucky and the Risky Rescue       | Lucky és a szöktetés     | Beth Sleven               | Lauren Bradley        | 2017. november 17. | 2019. január 8.  |
| 17. | 4. | Lucky and the Field Trip Fraud   | Lucky és az ál ásatás    | Beth Sleven               | Candie Kelty Langdale | 2017. november 17. | 2019. január 9.  |
| 18. | 5. | Lucky and the Shaky Day          | Lucky és a rázós nap     | Beth Sleven               | Katherine Nolfi       | 2017. november 17. | 2019. január 10. |
| 19. | 6. | Lucky and the Golden Opportunity | Lucky és az aranyláz     | Joshua Taback             | Robert Taylor         | 2017. november 17. | 2019. január 11. |
| 20. | 7. | Lucky and the Lion               | Lucky és a puma          | Joshua Taback             | Aury Wallington       | 2017. november 17. | 2019. január 12. |

### 4. évad (2018)
| #   | #  | Eredeti cím                     | Magyar cím                       | Rendezte                  | Írta                       | Eredeti premier   | Magyar premier   |
| --- | -- | ------------------------------- | -------------------------------- | ------------------------- | -------------------------- | ----------------- | ---------------- |
| 21. | 1. | Lucky and the Impatient Patient | Lucky és a türelmetlen lábadozó  | Joshua Taback             | Nancy Cohen, Robert Taylor | 2018. március 16. | 2019. január 13. |
| 22. | 2. | Lucky and the Train Tycoon      | Lucky és a vonatmágnás           | Joshua Taback             | Rich Burns                 | 2018. március 16. | 2019. január 14. |
| 23. | 3. | Lucky and the Role Reversal     | Lucky és a szerepcsere           | Beth Sleven               | Katherine Nolfi            | 2018. március 16. | 2019. január 15. |
| 24. | 4. | Lucky and the Patchwork Plan    | Lucky és a takaróterv            | Julia "Fitzy" Fitzmaurice | Laura Sreebny              | 2018. március 16. | 2019. január 16. |
| 25. | 5. | Lucky And Her New Family Part 1 | Lucky és az új családja, 1. rész | Julia "Fitzy" Fitzmaurice | Aury Wallington            | 2018. március 16. | 2019. január 17. |
| 26. | 6. | Lucky And Her New Family Part 2 | Lucky és az új családja, 2. rész | Beth Sleven               | Aury Wallington            | 2018. március 16. | 2019. január 18. |

### 5. évad (2018)
| #   | #  | Eredeti cím                               | Magyar cím                     | Rendezte                  | Írta            | Eredeti premier | Magyar premier   |
| --- | -- | ----------------------------------------- | ------------------------------ | ------------------------- | --------------- | --------------- | ---------------- |
| 27. | 1. | Lucky and La Voltereta Feroz              | Lucky és a tüzes bukfenc       | Joshua Taback             | Laura Sreebny   | 2018. május 11. | 2019. június 20. |
| 28. | 2. | Lucky and the No-Good Outlaw Butch LePray | Lucky és Bandita Butch         | Joshua Taback             | Robert Taylor   | 2018. május 11. | 2019. június 21. |
| 29. | 3. | Lucky and the Big Goodbye                 | Lucky és a búcsúelőadás        | Beth Sleven               | Katherine Nolfi | 2018. május 11. | 2019. június 22. |
| 30. | 4. | Lucky and the Two-Wheeled Terror          | Lucky és a kétkerekű borzalom  | Julia "Fitzy" Fitzmaurice | Rich Burns      | 2018. május 11. | 2019. június 23. |
| 31. | 5. | Lucky and the Rough Ride                  | Lucky és a musztángmenet       | Julia "Fitzy" Fitzmaurice | Laura Sreebny   | 2018. május 11. | 2019. június 24. |
| 32. | 6. | Lucky and the Ghostly Gotcha!             | Lucky és a szellem-szülinap    | Joshua Taback             | Aury Wallington | 2018. május 11. | 2019. június 25. |
| 33. | 7. | Lucky and the Doomed Delivery             | Lucky és a kalandos kézbesítés | Julia "Fitzy" Fitzmaurice | Katherine Nolfi | 2018. május 11. | 2019. június 26. |

### 6. évad (2018)
| #   | #  | Eredeti cím                       | Magyar cím                  | Rendezte                  | Írta            | Eredeti premier     | Magyar premier   |
| --- | -- | --------------------------------- | --------------------------- | ------------------------- | --------------- | ------------------- | ---------------- |
| 34. | 1. | Lucky and the Doubtful Drought    | Lucky és a gyanús aszály    | Beth Sleven               | Rich Burns      | 2018. augusztus 17. | 2019. június 27. |
| 35. | 2. | Lucky and the Arabian Nightmares  | Lucky és az arab rémálom    | Beth Sleven               | Robert Taylor   | 2018. augusztus 17. | 2019. június 28. |
| 36. | 3. | Lucky and the Fearless Fillies    | Lucky és a Fineszes Fruskák | Joshua Taback             | Lauren Bradley  | 2018. augusztus 17. | 2019. június 29. |
| 37. | 4. | Lucky and the Resolutionary Fever | Lucky és az újévi láz       | Julia "Fitzy" Fitzmaurice | Lauren Bradley  | 2018. augusztus 17. | 2019. június 30. |
| 38. | 5. | Lucky and the Cousin Caper        | Lucky és a Haramiák         | Beth Sleven               | Rich Burns      | 2018. augusztus 17. | 2019. július 1.  |
| 39. | 6. | Lucky and the Wayward Wedding     | Lucky és az esküvői mizéria | Joshua Taback             | Aury Wallington | 2018. augusztus 17. | 2019. július 2.  |

### 7. évad (2018)
| #   | #  | Eredeti cím                       | Magyar cím                 | Rendezte                  | Írta            | Eredeti premier   | Magyar premier  |
| --- | -- | --------------------------------- | -------------------------- | ------------------------- | --------------- | ----------------- | --------------- |
| 40. | 1. | Lucky and the Railroad Ransom     | Lucky és a vasúti iram     | Allan Jacobsen            | Laura Sreebny   | 2018. november 9. | 2019. július 3. |
| 41. | 2. | Lucky and the Flight of the Fancy | Lucky és a hőlégballon     | Beth Sleven               | Katherine Nolfi | 2018. november 9. | 2019. július 4. |
| 42. | 3. | Lucky and the Jam Jam             | Lucky és a bolondok napja  | Greg Rankin, Beth Sleven  | Robert Taylor   | 2018. november 9. | 2019. július 4. |
| 43. | 4. | Lucky and the Escape Artist       | Lucky és a fodrásznap      | Julia "Fitzy" Fitzmaurice | Katherine Nolfi | 2018. november 9. | 2019. július 5. |
| 44. | 5. | Lucky and the Thin Ice            | Lucky és a vékony jég      | Joshua Taback             | Laura Sreebny   | 2018. november 9. | 2019. július 5. |
| 45. | 6. | Lucky and the Ray of Sunshine     | Lucky és a napsugár        | Joshua Taback             | Aury Wallington | 2018. november 9. | 2019. július 8. |
| 46. | 7. | Lucky and the Double-Dad Dare     | Lucky és a kétapás kihívás | Allan Jacobsen            | Katherine Nolfi | 2018. november 9. | 2019. július 9. |

### 8. évad (2019)
| #   | #  | Eredeti cím                         | Magyar cím                            | Rendezte                 | Írta            | Eredeti premier  | Magyar premier   |
| --- | -- | ----------------------------------- | ------------------------------------- | ------------------------ | --------------- | ---------------- | ---------------- |
| 47. | 1. | Lucky and the Warm Welcome          | Lucky és a meleg fogadtatás           | Joshua Taback            | Rich Burns      | 2019. április 5. | 2019. július 10. |
| 48. | 2. | Lucky and the Dressage Sabotage     | Lucky és a díjlovaglás-merénylet      | Greg Rankin, Beth Sleven | Lauren Bradley  | 2019. április 5. | 2019. július 11. |
| 49. | 3. | Lucky and the Girl Who Cried Wolf   | Lucky és a lány, aki farkast kiáltott | Allan Jacobsen           | Aury Wallington | 2019. április 5. | 2019. július 8.  |
| 50. | 4. | Lucky and the Endless Possibilities | Lucky és a karriernap                 | Beth Sleven              | Laura Sreebny   | 2019. április 5. | 2019. július 8.  |
| 51. | 5. | Lucky and the New Frontier: Part 1  | Lucky és az új horizont, 1. rész      | Jim Schumann             | Aury Wallington | 2019. április 5. | 2019. július 9.  |
| 52. | 6. | Lucky and the New Frontier: Part 2  | Lucky és az új horizont, 2. rész      | Allan Jacobsen           | Aury Wallington | 2019. április 5. | 2019. július 9.  |

### Póni mesék: 1. évad (2019)
| #  | Eredeti cím            | Magyar cím         | Rendezte    | Írta           | Eredeti premier    | Magyar premier     |
| -- | ---------------------- | ------------------ | ----------- | -------------- | ------------------ | ------------------ |
| 1. | Unstoppable            | Megállíthatatlan   | Beth Sleven | Nicole Belisle | 2019. augusztus 3. | 2019. augusztus 3. |
| 2. | Happy Birthday, Spirit | Boldog szülinapot! | Beth Sleven | Nicole Belisle | 2019. augusztus 3. | 2019. augusztus 3. |
| 3. | Tea for Twins          | Tea az ikreknek    | Beth Sleven | Nicole Belisle | 2019. augusztus 3. | 2019. augusztus 3. |
| 4. | The Campsite           | A táborhely        | Beth Sleven | Nicole Belisle | 2019. augusztus 3. | 2019. augusztus 3. |
| 5. | Maricela Sitting Free  | Maricela kalandja  | Beth Sleven | Nicole Belisle | 2019. augusztus 3. | 2019. augusztus 3. |
| 6. | Young & Free           | Fiatal és szabad   | Beth Sleven | Nicole Belisle | 2019. augusztus 3. | 2019. augusztus 3. |

### Póni mesék: 2. évad (2019)
| #  | Eredeti cím                                 | Magyar cím                  | Rendezte       | Írta           | Eredeti premier   | Magyar premier    |
| -- | ------------------------------------------- | --------------------------- | -------------- | -------------- | ----------------- | ----------------- |
| 1. | The Frontier Fillies Summer Outdoor Jubilee | A nyári tábor               | Allan Jacobsen | Johanna Stein  | 2019. október 18. | 2019. október 18. |
| 2. | The Frontier Fillies Great Legacy Race      | A Nagy Követ Futam          | Kevin Wotton   | May Chan       | 2019. október 18. | 2019. október 18. |
| 3. | The Healing Tree                            | A gyógyító fa               | Beth Sleven    | Lauren Bradley | 2019. október 18. | 2019. október 18. |
| 4. | The Mystery of the Golden Unicorn           | Az arany unikornis rejtélye | Allan Jacobsen | Nicole Belisle | 2019. október 18. | 2019. október 18. |

### Különkiadás (2019)
| Eredeti cím                             | Magyar cím                                    | Rendezte                     | Írta     | Eredeti premier   | Magyar premier    |
| --------------------------------------- | --------------------------------------------- | ---------------------------- | -------- | ----------------- | ----------------- |
| Spirit Riding Free: Spirit of Christmas | Szilaj, a szabadon száguldó: Szilaj karácsony | Allan Jacobsen, Kevin Wotton | May Chan | 2019. december 6. | 2019. december 6. |

### Lovasiskola: 1. évad (2020)
| #   | #  | Eredeti cím                    | Magyar cím                     | Rendezte       | Írta           | Eredeti premier  | Magyar premier   |
| --- | -- | ------------------------------ | ------------------------------ | -------------- | -------------- | ---------------- | ---------------- |
| 53. | 1. | Home Is Where the Herd Is      | A ménes a mi otthonunk         | Kevin Wotton   | Johanna Stein  | 2020. április 3. | 2020. április 3. |
| 54. | 2. | Festival of Festivals          | A fesztiválok fesztiválja      | Beth Sleven    | Lauren Bradley | 2020. április 3. | 2020. április 3. |
| 55. | 3. | Palomino Bluffs Riding Academy | Palomino Hegyfok Lovasakadémia | Beth Sleven    | Nicole Belisle | 2020. április 3. | 2020. április 3. |
| 56. | 4. | The Neighs Have It             | A győztes paripa               | Kevin Wotton   | Johanna Stein  | 2020. április 3. | 2020. április 3. |
| 57. | 5. | A Rider's Balance              | A lovas egyensúlya             | Beth Sleven    | Claire Epstein | 2020. április 3. | 2020. április 3. |
| 58. | 6. | Welcome Back Otter             | Helló Vidra!                   | Jack Kasprzak  | Lauren Bradley | 2020. április 3. | 2020. április 3. |
| 59. | 7. | The Palomino Family Affair     | Családi ügy                    | Allan Jacobsen | Jessie Gant    | 2020. április 3. | 2020. április 3. |

### Lovasiskola: 2. évad (2020)
| #   | #  | Eredeti cím               | Magyar cím             | Rendezte       | Írta                     | Eredeti premier     | Magyar premier      |
| --- | -- | ------------------------- | ---------------------- | -------------- | ------------------------ | ------------------- | ------------------- |
| 60. | 1. | Back to the Starting Line | Vissza a kezdetekhez   | Kevin Wotton   | Johanna Stein            | 2020. szeptember 4. | 2020. szeptember 4. |
| 61. | 2. | The S. S. Friend-ship     | A barátság hajó        | Allan Jacobsen | Johanna Stein            | 2020. szeptember 4. | 2020. szeptember 4. |
| 62. | 3. | The Gavel of Justice      | Az igazság bajnoka     | Beth Sleven    | Laura Sreebny            | 2020. szeptember 4. | 2020. szeptember 4. |
| 63. | 4. | The Rival Racer           | A rivális versenyző    | Kevin Wotton   | Lauren Bradley           | 2020. szeptember 4. | 2020. szeptember 4. |
| 64. | 5. | Palentine's Day           | Valentin-nap           | Beth Sleven    | Nicole Belisle           | 2020. szeptember 4. | 2020. szeptember 4. |
| 65. | 6. | Grandpa's Treasures       | Nagyapa kincsei        | Allan Jacobsen | Laura Sreebny            | 2020. szeptember 4. | 2020. szeptember 4. |
| 66. | 7. | There Will Be Mud         | A sártenger            | Kevin Wotton   | Nicole Belisle           | 2020. szeptember 4. | 2020. szeptember 4. |
| 67. | 8. | Race to the Finish Part 1 | Előre a célig! 1. rész | Beth Sleven    | May Chan, Lauren Bradley | 2020. szeptember 4. | 2020. szeptember 4. |
| 68. | 9. | Race to the Finish Part 2 | Előre a célig! 2. rész | Kevin Wotton   | May Chan, Lauren Bradley | 2020. szeptember 4. | 2020. szeptember 4. |

### Interaktív különkiadás (2020)
| Eredeti cím                              | Magyar cím                                  | Rendezte                                  | Írta                                     | Eredeti premier   | Magyar premier    |
| ---------------------------------------- | ------------------------------------------- | ----------------------------------------- | ---------------------------------------- | ----------------- | ----------------- |
| Spirit Riding Free: Ride Along Adventure | Szilaj, a szabadon száguldó: Kalandos vágta | Beth Sleven, Allan Jacobsen, Kevin Wotton | Lauren Bradley, Nicole Belisle, May Chan | 2020. december 8. | 2020. december 8. |